# Андриевский, Алексей Александрович
Алексе́й Алекса́ндрович Андрие́вский (укр. Андрієвський Олексій Олександрович; 28 февраля (12 марта) 1845 — 9 (22) июля 1902) — российский и украинский историк, публицист, редактор и педагог; брат историка и педагога М. А. Андриевского.

## Биография
Родился 28 февраля (12 марта) 1845 года в городе Каневе Киевской губернии в семье священника.
Окончил 2-ю Киевскую гимназию (1861) и историко-филологический факультет Киевского университета (1865). 
Преподавал русский язык в гимназиях екатеринославской, одесской, тульской.
Как «неблагонадежный» находился в ссылке (1879), после чего работал инспектором златопольской гимназии.
Печатался в Киевской старине и помимо этого занимал должность редактора официального правительственного периодического печатного издания — газеты Киевские губернские ведомости.
Написал ряд статей и научных исследований по истории Запорожской Сечи, Правобережной Украины и Киева, а также работы о Т. Г. Шевченко, В. А. Жуковского, Е. А. Баратынского, Г. Ф. Квитки-Основьяненко: начав литературную деятельность с биографического очерка «Г. Ф. Квитка», А. предпринял крупные исторические работы: 1) «Исторический очерк Вятки до открытия наместничества», 2) «Вятская хроника за последние 25 лет» (помещены в сборнике «Столетие Вятской губернии»); 3) 10 вып. под заглавием «Из архива Киевского губ. правления» (составлено в бытность его редактором «Киевских губернских ведомостей»); 4) «Материалы по истории Запорожья», изд. Одесского общества истории и древностей, продолжением которых служит целый ряд статей по истории Запорожья (См. Венгерова, I, 961). Иногда подписывался криптонимом АТ.
С 1896 года до самой смерти был директором сиротского приюта в городе Одессе.
Скончался 22 июня (5 июля) 1902 года. Похоронен на Байковом кладбище Киева.